# 手形住吉町
手形住吉町（てがたすみよしちょう）は秋田県秋田市にある町。郵便番号は010-0864。住居表示実施済み地区。

## 地理
秋田市の東部、手形地域の中では中央部に位置する。東端は秋田県道15号秋田八郎潟線、南端は手形蛇野赤沼街道（秋田県道28号秋田岩見船岡線の旧道）である。
県道15号を挟んで東側に秋田大学手形キャンパスがあり、体育館・運動場などスポーツ施設の多くは当町に所在している。
西は手形休下町、北は手形田中、東は手形学園町、南は手形山崎町・手形新栄町に接する。

## 歴史
久保田城下で小禄家臣の侍町だった旧手形西新町・手形東新町の大半に相当するが、この地区は1896年（明治29年）の秋田歩兵第十七聯隊設置に伴い1945年（昭和20年）まで全域が陸軍練兵場となり区画が消滅していたため、町内の道路などは旧城下町の痕跡を残していない。
町名の由来は、「住み良い町」を願ったもの。

### 沿革
- 1966年（昭和41年）4月1日 - 住居表示実施に伴い、手形住吉町が成立する。

### 町名の変遷
以下はすべて住居表示実施に伴う変更。
| 実施後     | 実施年月日     | 実施前（各町名ともその一部）    |
| ---------- | -------------- | ------------------------------- |
| 手形住吉町 | 昭和41年4月1日 | 手形西新町 てがたにししんまち   |
| 手形住吉町 | 昭和41年4月1日 | 手形東新町 てがたひがししんまち |

## 世帯数と人口
2016年（平成28年）10月1日現在の世帯数と人口は以下の通りである。
| 町丁       | 世帯数  | 人口  |
| ---------- | ------- | ----- |
| 手形住吉町 | 367世帯 | 658人 |

## 交通

### 鉄道
町内に鉄道は通っていない。最寄り駅は中通七丁目にあるJR東日本奥羽本線・羽越本線・秋田新幹線の秋田駅。

### バス
- 秋田中央交通
  - 仁別リゾート公園線、秋田温泉線（秋田高校入口経由）、手形山経由大学病院線
    - - 秋田大学前 - 鉱業博物館入口 -

  - 仁別リゾート公園線、秋田温泉線
    - - 住吉町 - 手形休下町 -

  - 楢山大回り線
    - - 明徳コミュニティセンター前 - 秋田大学 -

### 道路
- 秋田県道15号秋田八郎潟線
- 秋田県道401号雄和仁別自転車道線（15号歩道と重複）
- 手形蛇野赤沼街道

## 施設
- 秋田大学手形キャンパス
  - 体育館
  - 運動場
  - サークル棟
  - プール
  - ベンチャー・インキュベーションセンター
  - 秋田大学百周年記念館
- 秋田東警察署手形交番
- 三愛会ビル
  - アルテンハウゼ手形住吉町（高齢者住宅）
  - こころのクリニック（心療内科・精神科）
  - お肌のクリニック（皮膚科・小児皮膚科）
- 秋田県子ども・女性・障害者相談センター
  - 秋田県中央児童相談所
  - 秋田県女性相談支援センター
  - 秋田県身体障害者更生相談所
  - 秋田県知的障害者更生相談所
  - 秋田県精神保健福祉センター
- JR社宅
- 手形街区公園

### コミュニティセンター
- 明徳地区コミュニティセンター

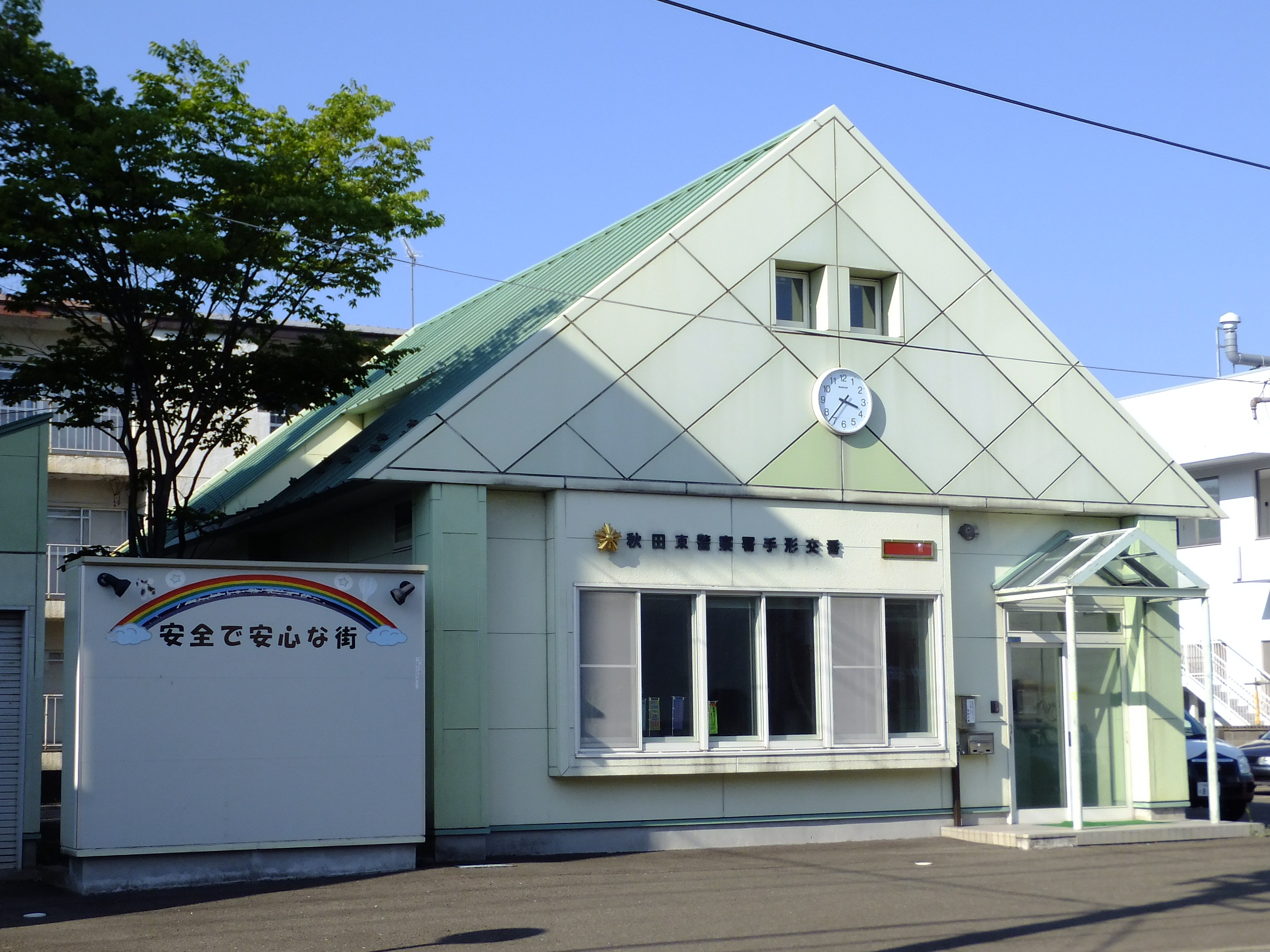
手形交番
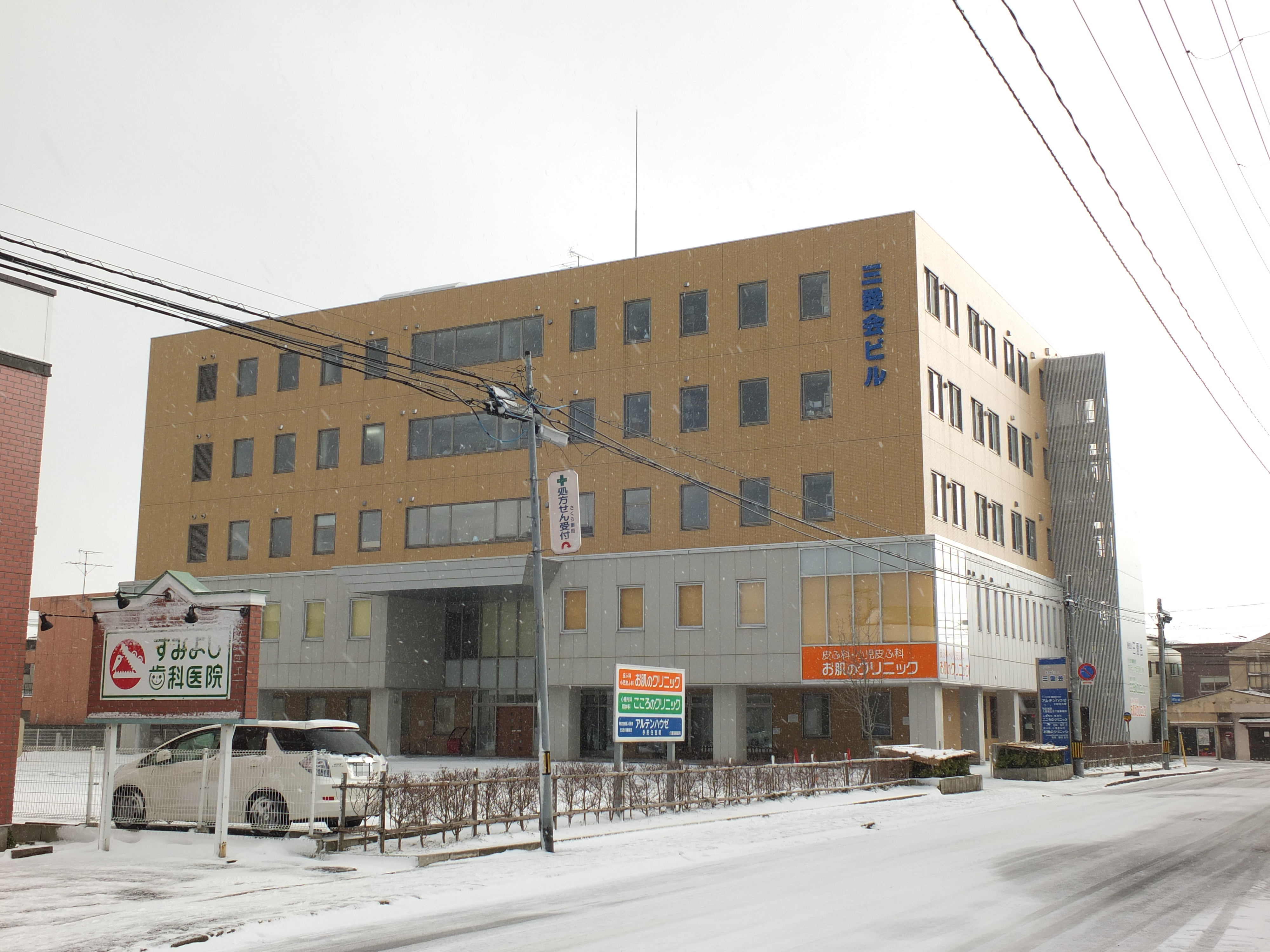
三愛会ビル